# Gustavo Florentín
Gustavo Atilano Florentín Morínigo, noto semplicemente come Gustavo Florentín (San Antonio (Paraguay), 30 giugno 1978), è un allenatore di calcio ed ex calciatore paraguaiano, di ruolo difensore, tecnico dello Sport Recife.

## Carriera

### Calciatore
Nato a San Antonio, in Paraguay, Florentín ha iniziato a giocare per il Sud América, con sede in Paraguarí, prima di passare al Cerro Porteño nel 1996. Raramente si è stabilito per un club durante la sua carriera, rappresentando squadre locali come 12 de Octubre, Sportivo San Lorenzo, Colegiales, Recoleta, Sol de América, Sportivo Luqueño, Fernando de la Mora, Guaraní e Tacuary. Ha anche trascorso un breve periodo all'estero nel 2003, rappresentando la squadra rumena del Farul Constanța.
A livello internazionale, Florentín ha giocato per la squadra nazionale under 20 nel Campionato mondiale giovanile FIFA 1997 in Malesia.

### Allenatore
Dopo il ritiro, Florentin ha iniziato ad allenare nel 2009 con il Cerro Porteño, occupandosi delle loro categorie giovanili. Nel 2013, è diventato vice allenatore della squadra principale, ed è stato anche allenatore ad interim nel novembre 2015 dopo l'abbandono di Roberto Torres.
Florentín è tornato ai suoi doveri precedenti dopo la nomina di César Farías, ma è stato nominato allenatore nel luglio 2016 dopo il licenziamento di Gustavo Morínigo. Il 6 marzo dell'anno successivo fu lui stesso licenziato.
L'11 settembre 2017, Florentín è stato nominato allenatore del Deportivo Capiatá anche in Primera División. Si è dimesso il 27 maggio successivo, e ha assunto la direzione della squadra di lega Sportivo Luqueño il 9 giugno.
Il 10 settembre 2018, Florentín ha lasciato Luqueño per rilevare Guaraní. Ha lasciato il club di comune accordo il 29 maggio dell'anno successivo e l'11 luglio è stato nominato allenatore della squadra cilena di Primera División Huachipato.
Nel dicembre 2020, Florentín è stato fortemente criticato dopo i suoi commenti post-partita relativi alla sostituzione di Antonio Castillo nel primo tempo di un pareggio casalingo per 2-2 contro il Colo Colo, dove ha dichiarato che "se un calciatore non è coraggioso, è non nella giusta occupazione". Fu licenziato da Huachipato il 6 gennaio 2021, e tornò in patria il 17 febbraio per dirigere Sol de América. Ha scelto di lasciare quest'ultimo il 23 marzo 2021, ed è stato presentato alla guida di The Strongest il 26 aprile.
Il 15 agosto 2021, Florentín si è dimesso dal Tigre, e ha cambiato di nuovo squadra e nazione undici giorni dopo, dopo aver rilevato lo Sport Recife del Campeonato Brasileiro Série A.